# Hartmut Grimm
Hartmut Grimm (* 13. März 1953 in Schwaan; † 1. Oktober 2017) war ein deutscher Musikwissenschaftler.
Hartmut Grimm wurde 1982 an der Berliner Humboldt-Universität promoviert. Er wirkte ab 1992 als Professor für Musikgeschichte und Musikästhetik an der Hochschule für Musik „Hanns Eisler“ Berlin. Seit 2013 gehörte er zudem der Musik-Abteilung des Max-Planck-Institutes für empirische Ästhetik in Frankfurt a. M. an.
Grimm war Spezialist für Musikästhetik, war aber auch insbesondere an musikalischer Praxis interessiert. Er initiierte am Frankfurter Institut zahlreiche Forschungsprojekte. Zu seinen wesentlichen Projekten zählte die Herausgabe des Lexikon: Schriften über Musik und ein Vorhaben zur Erforschung der Einflüsse von Mimik und Gestik beim Musizieren auf die Wahrnehmung von Struktur und Expressivität sowie das ästhetische Urteil.

## Veröffentlichungen
- Zwischen Klassik und Positivismus: zum Formbegriff Eduard Hanslicks. 168 S. VII Bl. Berlin, Humboldt-Universität, Diss., 1982
- Wien – Berlin. Saarbrücken: Pfau 2000
- Lexikon Schriften über Musik, herausgegeben von Hartmut Grimm und Melanie Wald-Fuhrmann